# نورمن بیتس
نورمن بِیتس (به انگلیسی: Norman Bates) شخصیت منفی فیلم روانی ساخته آلفرد هیچکاک و رمان روانی، اثر رابرت بلاچ است. نورمن بیتس جزو برترین شروران تاریخ سینمای جهان محسوب می‌شود و در لیست "۱۰۰ سال... ۱۰۰ شرور و قهرمان" بنیاد فیلم آمریکا، که لیستی از پنجاه تا از برترین قهرمان‌ها و پنجاه تا از برترین شرورهای تاریخ سینما به انتخاب منتقدان سینماست، در رتبه ۲ قرار دارد. ویژگی خاص این فرد، نوعی بیماری دوشخصیتی است که پس از مرگ مادرش در او به وجود آمده و او را به دو شخصیت کاملاً متفاوت تبدیل کرده‌است. افکار عجیب و خطرناک این فرد، او را در کنار دکتر هانیبال لکتر در فیلم سکوت بره‌ها و جوکر در شوالیه تاریکی از ماندگارترین شخصیت‌های سینمایی تاریخ سینما کرده‌است؛ که بازی شاهکار آنتونی پرکینز نیز در آن کم نقش ندارد.
در پایان فیلم روانی، بیماری وی به نوعی دیگر تبدیل شده و یکی از شخصیت‌هایش به‌طور کامل از بین می‌رود. فیلم روانی هم‌اکنون هجدهمین فیلم برتر تاریخ سینما در بنیاد فیلم آمریکا شناخته شده‌است.